# Дуглас Карсвелл
Джон Дуглас Вілсон Карсвелл (англ. John Douglas Wilson Carswell; нар. 3 травня 1971, Лондон) — британський політик, член Палати громад з 2005 до 2017 року (у 2014 році перейшов з Консервативної партії до Партії незалежності Сполученого Королівства). Він є євроскептиком і лібертаріанцем.
Карсвелл є сином двох лікарів і виріс в Уганді, де працювали його батьки. Він закінчив Університет Східної Англії, де вивчав історію. У 1994 році Карсвелл здобув ступінь магістра в Кінгс-коледжі. З 1997 по 1999 рік він працював на італійському телебаченні, а з 1999 по 2005 рік — у компанії Invesco.